# Diaspora chinoise à Nauru
La diaspora chinoise à Nauru, composée de quelques centaines de personnes, forme l'une des principales communautés étrangères de ce petit État de l'océan Pacifique. Sa présence a commencé à s'affirmer au début du XXe siècle, lorsque l'exploitation du phosphate, la principale ressource de l'île, débuta. Les puissances coloniales de l'époque, l'Allemagne puis le Royaume-Uni, font alors venir à Nauru une nombreuse main-d'œuvre étrangère, dont plusieurs centaines de Chinois, en majorité cantonais. Au cours de l'histoire de Nauru, leur nombre a fluctué, mais ils sont toujours restés l'une des composantes de la société nauruane.
Soumis pendant longtemps à des conditions de travail très éprouvantes dans le secteur de l'extraction du minerai de phosphate, ils ont été à plusieurs reprises victimes de vagues de répressions par la puissance colonisatrice australienne. À partir des années 1960, ils se sont peu à peu tournés vers le travail qualifié. Au tournant du XXIe siècle, leur nombre a eu tendance à diminuer en raison de la crise économique que traverse le pays à la suite de l'épuisement de ses ressources en phosphate. Leur nombre reste assez difficile à déterminer ; ils formeraient 8 % de la population de l'île en 2007, soit 1 100 personnes, une autre estimation donne un chiffre de 400 Chinois en 1996.

## Histoire

### Premiers arrivants

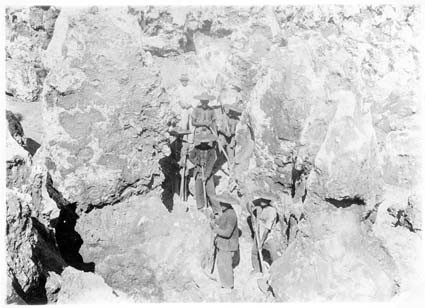
Ouvriers, probablement chinois, extrayant du phosphate au pied de hauts pinacles de calcaire en 1917 à Nauru.

Quelques Chinois travaillant dans la construction étaient présents sur Nauru au tournant du XXe siècle alors que l'île était sous domination allemande. La véritable date de fondation de la communauté chinoise remonte cependant à 1906, année à partir de laquelle la Pacific Phosphate Company (PPC) commence à exploiter les importants gisements de phosphate de l'île. Les Nauruans ne souhaitant pas servir de main-d'œuvre, la PPC fait venir des travailleurs immigrés de Chine, des îles Gilbert et des îles Carolines, le travail étant supervisé par des Occidentaux, principalement des Australiens.
D'abord employés dans la construction des infrastructures minières, les Chinois participent ensuite à l'exploitation proprement dite du phosphate. Une agence allemande basée à Hong Kong et contactée par la PPC embauche à Swatow dans le Guangdong 743 travailleurs sous contrat, les huagong, pour une période de trois ans renouvelable. Arrivés à Nauru, ils refusent de débarquer clamant que les conditions de leur contrat s'apparentent à du travail forcé. La compagnie doit alors en faire rapatrier 200. L'année suivante, 400 autres Chinois arrivent. L'employé de la PPC qui fait le voyage avec eux est choqué par la brutalité avec laquelle ils sont traités sur le navire. Durant la période où Nauru est une colonie allemande, l'exploitation du phosphate n'est que faiblement mécanisée et le travail des immigrés reste très dur physiquement, s'effectuant de surcroit sous le Soleil équatorial. Les Chinois sont divisés en deux groupes, l'un extrayant au pic et à la pelle le phosphate au pied des pitons de calcaire, l'autre le hissant dans des paniers hors des carrières et le chargeant dans les wagons du chemin de fer de Nauru à partir duquel il est convoyé à Aiwo sur la côte afin d'être transformé et exporté. Malgré la difficulté du travail, la moitié des Chinois renouvèlent leur contrat à la fin de leur engagement.

### Conflits sociaux

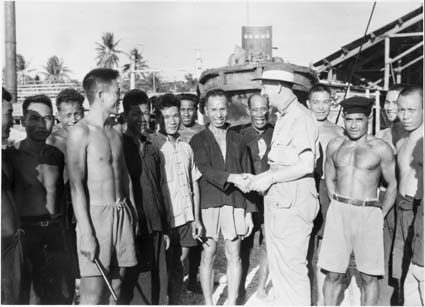
L'ingénieur chef de la BPC accueilli à son arrivée sur Nauru en 1938 par des travailleurs chinois.

Après 1914, l'île passe aux mains des Australiens sous la forme d'un mandat octroyé par la Société des Nations et en 1920, la British Phosphate Commission (BPC), un consortium anglo-australo-néo-zélandais, remplace la PPC. 597 Chinois se trouvent alors à Nauru où ils expriment fréquemment leur mécontentement face à leurs conditions de travail et à leur salaire, soulignant que pour satisfaire leurs besoins alimentaires, ils ne peuvent se contenter des rations distribuées par la compagnie et doivent acheter au prix fort des denrées aux locaux. La Société des Nations épingle en 1922 l'Australie dans un rapport consacré à son action à Nauru, notamment en pointant du doigt le fait que le statut des travailleurs chinois est mal défini et demandant aux autorités australiennes d'enquêter sur des rumeurs de maltraitance à l'encontre des travailleurs immigrés. Ceci conduit les législateurs australiens à promulguer la Chinese and Native Labour Ordinance, un texte de loi permettant à l'administrateur australien des territoires sous tutelle d'exercer son contrôle sur les conditions de vie et de travail des immigrés et fixant leurs conditions de travail. La durée de travail est ainsi limitée à neuf heures par jour, six jours par semaine et leur salaire est fixé à £1/12s par mois.
En 1924, la BPC décide de s'appuyer uniquement sur le travail chinois et renvoie en conséquence chez eux plus d'un millier de travailleurs des îles du Pacifique. Une grève générale des travailleurs chinois éclate en 1926. La BPC prend alors des mesures musclées en demandant à l'un de ces employés, un ancien policier, de se charger de ramener l'ordre. Celui-ci forme en conséquence une milice de trente Nauruans armés de manches de pioche. Alors que 700 Chinois manifestent autour des bureaux de la BPC, il leur ordonne de charger. L'attaque fait plusieurs blessés dans les rangs chinois et le lendemain, l'administrateur négocie la fin de la grève et les meneurs chinois sont emprisonnés. La mécanisation croissante du travail ainsi que les répercussions de la crise économique de 1929 qui obligent la BPC à fortement réduire sa production conduit la compagnie à diminuer les effectifs de travailleurs sous contrat. Un quart des travailleurs chinois sont par conséquent rapatriés en Chine entre 1931 et 1932.

### Seconde Guerre mondiale
À la suite du déclenchement de la Guerre sino-japonaise (1937-1945) les Chinois de Nauru comme ailleurs dans la diaspora établissent un comité de salut public et lèvent des sommes d'argent considérables rapportées à leur petit nombre. Les Chinois décident aussi d'instaurer un boycott anti-japonais, refusant de charger les minerais destinés aux phosphatiers de ce pays. Ce large soutien financier n'emporte pas l'approbation de tous et certains commerçants chinois mécontents battent à mort le président du comité lors d'un meeting en novembre 1938. Après sa mort les actions du comité cessent. 
Le 27 décembre 1940 au matin, le Komet, un navire allemand, arrive au large de Nauru et annonce qu'il va bombarder les infrastructures portuaires de Nauru. Les Chinois dont les baraquements sont situés à proximité du port d'Aiwo fuient à bicyclette de l'autre côté de l'île et dorment plusieurs nuits de suite à la belle étoile dans les carrières de phosphate. Le 23 février 1942, alors que la menace japonaise sur le Pacifique central se précise, les Australiens procèdent à une évacuation partielle des ressortissants étrangers. Tous les Européens à l'exception de sept sont évacués ainsi que 582 Chinois, à qui on ne permet de prendre que leurs baguettes, leur bol et leur serviette. Ils sont prioritaires par rapport aux Océaniens, car l'on estime, à juste raison comme viendra le prouver la suite, qu'ils sont plus susceptibles d'être victimes d'exactions de la part des Japonais. Cependant, faute de place dans le Triomphant, le navire chargé de l'opération qui doit aussi procéder à l'évacuation de l'île à phosphate voisine de Nauru, Ocean Island, 191 Chinois restent à quai. Malgré les promesses qu'on leur fait, aucun bateau ne viendra les secourir. À bord du navire, les Chinois sont entassés dans les soutes, ils ne sont autorisés à venir prendre l'air sur le pont qu'une heure par jour. Après leur arrivée en Australie, 200 d'entre eux sont envoyés en bus dans le centre du pays aux environs d'Alice Springs extraire du minerai de tungstène, pour le compte de l'industrie de l'armement. L'isolement des mines conduit finalement à l'arrêt de ce projet, les évacués de Nauru s'engagent alors tous à quelques exceptions près dans l'armée américaine stationnée dans le Queensland. À la fin de la guerre, la BPC donnera à ceux qu'elle pourra retrouver 25£ à titre de dédommagement pour leurs effets perdus.
Les Japonais débarquent sur l'île le 26 août 1942. Ils se montrent effectivement très brutaux à l'égard des Chinois qu'ils placent au dernier échelon de leur hiérarchie raciale, en dessous des populations océaniennes. Ils leur fournissent des rations de riz moindres et les frappent plus. Quatre Chinois sont décapités courant 1943. Cette même année, sept d'entre eux sont envoyés effectuer des travaux forcés dans les îles Truk aux côtés de 1200 Nauruans déportés pour éviter la disette. Ceux qui restent à Nauru, isolée des lignes de ravitaillement japonaises et régulièrement bombardée par les Américains, survivent dans des conditions très précaires. En 1945, à l'armistice, on compte cinq Chinois morts victimes des privations.

## Démographie
Les Chinois de Nauru sont en très grande majorité d'origine cantonaise, plus précisément des districts de Taishan et de Yanping situés dans la zone de Sze Yup au sud du Guangdong. Ils sont logés dans un quartier spécialement construit par la compagnie d'exploitation du phosphate, situé à cheval sur les districts de Denigomodu et d'Aiwo et connu localement sous le nom de Chinatown ou de The Location. Ils pratiquent le confucianisme, le bouddhisme, le taoïsme, le christianisme et certains sont athées

## Relations avec les autres groupes ethniques
Les Chinois ont développé au fil du temps des relations commerciales avec les autochtones, mais les échanges culturels sont eux restés minimaux. Au début du XXe siècle, les différentes compagnies exploitant le phosphate organisent une séparation entre leur main-d'œuvre et les Nauruans. Les mineurs immigrés soumis à un couvre-feu sont confinés dans leurs baraquements une fois le travail terminé. Lors des mouvements sociaux qui agitent sporadiquement la communauté chinoise, des forces supplétives composées de Nauruans sont souvent employées pour conduire la répression. Peu à peu, les Chinois gagnent le droit de cultiver des lopins de terre et vendent fruits et légumes aux Nauruans tandis que les Gilbertins fournissent le poisson. À partir de 1968, à l'indépendance, les Nauruans devenus richissimes grâce aux redevances générées par le phosphate occupent pour la plupart des emplois de complaisance dans l'administration ou sont inemployés. Les Chinois créent à cette époque de nombreux restaurants chinois. En 1996, on en compte 60 répartis autour de l'île, au moins un par hameau.